# Élections municipales de 2014 dans la Vendée
Les élections municipales de la Vendée se sont déroulées les 23 et 30 mars 2014.

## Maires sortants et maires élus
Le scrutin est marqué quelques changements notables. La gauche perd Fontenay-le-Comte et Saint-Hilaire-de-Riez. Elle s'incline également à La Roche-sur-Yon, chef-lieu du département et son bastion depuis 1977. Seul le gain de Pouzauges face au MPF vient quelque peu atténuer ce bilan. La droite demeure majoritaire dans le département malgré un faux pas à Château-d'Olonne face à un candidat sans étiquette. Le parti de Philippe de Villiers conserve ses mairies aux Essarts, Montaigu, Mouilleron-le-Captif et remporte celles des Herbiers et Talmont-Saint-Hilaire.  
| Commune                   | Population | Maire sortant         | Parti | Parti | Maire élu             | Parti | Parti |
| ------------------------- | ---------- | --------------------- | ----- | ----- | --------------------- | ----- | ----- |
| Aizenay                   | 8 284      | Bernard Perrin        |       | UMP   | Bernard Perrin        |       | UMP   |
| Aubigny                   | 3 196      | Jany Guéret           |       | PS    | Jany Guéret           |       | PS    |
| Beauvoir-sur-Mer          | 3 917      | Christian Thibaud     |       | DVD   | Christian Thibaud     |       | DVD   |
| Belleville-sur-Vie        | 3 858      | Régis Plisson         |       | DVD   | Régis Plisson         |       | DVD   |
| Benet                     | 3 775      | Daniel David          |       | PS    | Daniel David          |       | PS    |
| Boufféré                  | 3 004      | Joseph Chatry         |       | DVD   | Florent Limouzin      |       | DVD   |
| Bournezeau                | 3 156      | Louis-Marie Giraudeau |       | DVD   | Louis-Marie Giraudeau |       | DVD   |
| Bretignolles-sur-Mer      | 4 174      | Christophe Chabot     |       | DVD   | Christophe Chabot     |       | DVD   |
| Challans                  | 18 930     | Serge Rondeau         |       | DVD   | Serge Rondeau         |       | DVD   |
| Chantonnay                | 8 255      | Gérard Villette       |       | DVD   | Gérard Villette       |       | DVD   |
| Château-d'Olonne          | 13 473     | Jean Yves Burnaud     |       | DVD   | Joël Mercier          |       | DVD   |
| Chavagnes-en-Paillers     | 3 386      | Éric Salaün           |       | DVD   | Éric Salaün           |       | DVD   |
| Coëx                      | 3 057      | Marietta Trichet      |       | DVD   | Dominique Michaud     |       | DVD   |
| Commequiers               | 3 072      | Jean-Paul Élineau     |       | DVD   | Jean-Paul Élineau     |       | DVD   |
| Cugand                    | 3 326      | Joël Caillaud         |       | DVD   | Joël Caillaud         |       | DVD   |
| Dompierre-sur-Yon         | 4 099      | Philippe Gaboriau     |       | PS    | Philippe Gaboriau     |       | PS    |
| Fontenay-le-Comte         | 14 204     | Hugues Fourage        |       | PS    | Jean-Michel Lalère    |       | UMP   |
| L'Île-d'Yeu               | 4 562      | Bruno Noury           |       | DVD   | Bruno Noury           |       | DVD   |
| La Bruffière              | 3 717      | Denis Moinet          |       | DVD   | André Boudaud         |       | DVD   |
| La Chaize-le-Vicomte      | 3 422      | Yannick David         |       | DVD   | Yannick David         |       | DVD   |
| La Ferrière               | 4 892      | Yves Auvinet          |       | DVD   | Yves Auvinet          |       | DVD   |
| La Garnache               | 4 557      | Claude Bobière        |       | DVD   | François Petit        |       | DVD   |
| La Roche-sur-Yon          | 52 773     | Pierre Regnault       |       | PS    | Luc Bouard            |       | UMP   |
| La Verrie                 | 3 758      | Jean-Paul Rongeard    |       | DVD   | Jean-François Fruchet |       | DVD   |
| Le Boupère                | 3 015      | Dominique Blanchard   |       | DVD   | Dominique Blanchard   |       | DVD   |
| Le Fenouiller             | 4 372      | Maryvonne Barc        |       | DVD   | René Viaud            |       | DVD   |
| Le Poiré-sur-Vie          | 8 035      | Didier Mandelli       |       | UMP   | Didier Mandelli       |       | UMP   |
| Les Essarts               | 5 123      | Yolande Pineau        |       | MPF   | Freddy Riffaud        |       | MPF   |
| Les Herbiers              | 15 390     | Marcel Albert         |       | UDI   | Véronique Besse       |       | MPF   |
| Les Lucs-sur-Boulogne     | 3 289      | Roger Gaborieau       |       | DVD   | Roger Gaborieau       |       | DVD   |
| Les Sables-d'Olonne       | 14 165     | Louis Guédon          |       | UMP   | Didier Gallot         |       | UMP   |
| Luçon                     | 9 536      | Pierre-Guy Perrier    |       | UMP   | Pierre-Guy Perrier    |       | UMP   |
| Montaigu                  | 5 092      | Antoine Chéreau       |       | MPF   | Antoine Chéreau       |       | MPF   |
| Mortagne-sur-Sèvre        | 6 005      | Alain Pauvert         |       | DVD   | Alain Brochoire       |       | DVD   |
| Mouilleron-le-Captif      | 4 723      | Philippe Darniche     |       | MPF   | Philippe Darniche     |       | MPF   |
| Noirmoutier-en-l'Île      | 4 550      | Noël Faucher          |       | DVD   | Noël Faucher          |       | DVD   |
| Olonne-sur-Mer            | 13 840     | Yannick Moreau        |       | UMP   | Yannick Moreau        |       | UMP   |
| Pouzauges                 | 5 507      | Michel Roy            |       | MPF   | Michelle Devanne      |       | DVG   |
| Rocheservière             | 3 045      | Bernard Dabreteau     |       | DVD   | Bernard Dabreteau     |       | DVD   |
| Saint-Fulgent             | 3 618      | Paul Boudaud          |       | DVD   | Paul Boudaud          |       | DVD   |
| Saint-Georges-de-Montaigu | 4 014      | Éric Hervouet         |       | DVD   | Éric Hervouet         |       | DVD   |
| Saint-Gilles-Croix-de-Vie | 7 322      | Patrick Nayl          |       | UMP   | François Blanchet     |       | UMP   |
| Saint-Hilaire-de-Loulay   | 4 305      | Danielle Liaigre      |       | DVD   | Daniel Rousseau       |       | DVD   |
| Saint-Hilaire-de-Riez     | 10 553     | Jacques Fraisse       |       | PS    | Laurent Boudelier     |       | UMP   |
| Saint-Jean-de-Monts       | 8 196      | André Ricolleau       |       | DVG   | André Ricolleau       |       | DVG   |
| Saint-Laurent-sur-Sèvre   | 3 490      | Guy-Marie Maudet      |       | DVD   | Guy-Marie Maudet      |       | DVD   |
| Saint-Philbert-de-Bouaine | 3 063      | Charles Baty          |       | DVD   | Francis Breton        |       | DVD   |
| Soullans                  | 4 119      | Jean-Michel Rouillé   |       | DVD   | Jean-Michel Rouillé   |       | DVD   |
| Talmont-Saint-Hilaire     | 7 125      | Pierre Berthomé       |       | DVD   | Maxence De Rugy       |       | MPF   |
| Venansault                | 4 571      | Laurent Favreau       |       | DVD   | Laurent Favreau       |       | DVD   |

### Résultats en nombre de maires
| Partis       | Partis                            | Maires sortants | Maires élus | Évolution |
| ------------ | --------------------------------- | --------------- | ----------- | --------- |
|              | Divers droite                     | 32              | 31          | 1         |
|              | Union pour un mouvement populaire | 6               | 9           | 3         |
|              | MPF                               | 4               | 5           | 1         |
|              | UDI                               | 1               | 0           | 1         |
| Total droite | Total droite                      | 43              | 45          | 2         |
|              | Parti socialiste                  | 6               | 3           | 3         |
|              | Divers gauche                     | 1               | 2           | 1         |
| Total gauche | Total gauche                      | 7               | 5           | 2         |
| Total        | Total                             | 50              | 50          | -         |

## Résultats dans les communes de plus de3 000 habitants

### Aizenay
- Maire sortant : Bernard Perrin (UMP)
- 29 sièges à pourvoir au conseil municipal (population légale 2011 : 8 284 habitants)
- 8 sièges à pourvoir au conseil communautaire (CC de Vie-et-Boulogne)

|                          | Bernard Perrin * | DVD            | 2 749 | 66,04  | 24 | 7 |  |  |
|                          | Joël Blanchard   | DVG            | 1 413 | 33,95  | 5  | 1 |  |  |
|                          |                  |                |       |        |    |   |  |  |
| Inscrits                 | Inscrits         | Inscrits       | 6 310 | 100,00 |    |   |  |  |
| Abstentions              | Abstentions      | Abstentions    | 1 940 | 30,74  |    |   |  |  |
| Votants                  | Votants          | Votants        | 4 370 | 69,26  |    |   |  |  |
| Blancs et nuls           | Blancs et nuls   | Blancs et nuls | 208   | 4,76   |    |   |  |  |
| Exprimés                 | Exprimés         | Exprimés       | 4 162 | 95,24  |    |   |  |  |
| * Liste du maire sortant |                  |                |       |        |    |   |  |  |

### Aubigny
- Maire sortant : Jany Guéret
- 23 sièges à pourvoir au conseil municipal (population légale 2011 : 3 196 habitants)
- 2 sièges à pourvoir au conseil communautaire ()

|                          | Jany Guéret *  | PS             | 1 012 | 57,66  | 18 | 2 |  |  |
|                          | Philippe Touzé | SE             | 743   | 42,33  | 5  |   |  |  |
|                          |                |                |       |        |    |   |  |  |
| Inscrits                 | Inscrits       | Inscrits       | 2 508 | 100,00 |    |   |  |  |
| Abstentions              | Abstentions    | Abstentions    | 682   | 27,19  |    |   |  |  |
| Votants                  | Votants        | Votants        | 1 826 | 72,81  |    |   |  |  |
| Blancs et nuls           | Blancs et nuls | Blancs et nuls | 71    | 3,89   |    |   |  |  |
| Exprimés                 | Exprimés       | Exprimés       | 1 755 | 96,11  |    |   |  |  |
| * Liste du maire sortant |                |                |       |        |    |   |  |  |

### Beauvoir-sur-Mer
- Maire sortant : Christian Thibaud
- 27 sièges à pourvoir au conseil municipal (population légale 2011 : 3 917 habitants)
- 10 sièges à pourvoir au conseil communautaire (CC Challans-Gois-Communauté)

|                          | Christian Thibaud *  | DVD            | 1 343 | 62,87  | 22 | 8 |  |  |
|                          | Jean-François Pillet | DVD            | 793   | 37,12  | 5  | 2 |  |  |
|                          |                      |                |       |        |    |   |  |  |
| Inscrits                 | Inscrits             | Inscrits       | 3 166 | 100,00 |    |   |  |  |
| Abstentions              | Abstentions          | Abstentions    | 941   | 29,72  |    |   |  |  |
| Votants                  | Votants              | Votants        | 2 225 | 70,28  |    |   |  |  |
| Blancs et nuls           | Blancs et nuls       | Blancs et nuls | 89    | 4,00   |    |   |  |  |
| Exprimés                 | Exprimés             | Exprimés       | 2 136 | 96,00  |    |   |  |  |
| * Liste du maire sortant |                      |                |       |        |    |   |  |  |

### Belleville-sur-Vie
- Maire sortant : Régis Plisson
- 27 sièges à pourvoir au conseil municipal (population légale 2011 : 3 858 habitants)
- 4 sièges à pourvoir au conseil communautaire ()

|                          | Régis Plisson * | SE             | 1 455 | 75,89  | 24 | 4 |  |  |
|                          | Franck Cluet    | DVG            | 462   | 24,10  | 3  |   |  |  |
|                          |                 |                |       |        |    |   |  |  |
| Inscrits                 | Inscrits        | Inscrits       | 2 960 | 100,00 |    |   |  |  |
| Abstentions              | Abstentions     | Abstentions    | 967   | 32,67  |    |   |  |  |
| Votants                  | Votants         | Votants        | 1 993 | 67,33  |    |   |  |  |
| Blancs et nuls           | Blancs et nuls  | Blancs et nuls | 76    | 3,81   |    |   |  |  |
| Exprimés                 | Exprimés        | Exprimés       | 1 917 | 96,19  |    |   |  |  |
| * Liste du maire sortant |                 |                |       |        |    |   |  |  |

### Benet
- Maire sortant : Daniel David
- 27 sièges à pourvoir au conseil municipal (population légale 2011 : 3 775 habitants)
- 5 sièges à pourvoir au conseil communautaire (CC Vendée-Sèvre-Autise)

|                          | Daniel David *     | PS             | 1 370 | 62,44  | 22 | 4 |  |  |
|                          | Philippe Marquilly | DVD            | 824   | 37,55  | 5  | 1 |  |  |
|                          |                    |                |       |        |    |   |  |  |
| Inscrits                 | Inscrits           | Inscrits       | 2 964 | 100,00 |    |   |  |  |
| Abstentions              | Abstentions        | Abstentions    | 704   | 23,75  |    |   |  |  |
| Votants                  | Votants            | Votants        | 2 260 | 76,25  |    |   |  |  |
| Blancs et nuls           | Blancs et nuls     | Blancs et nuls | 66    | 2,92   |    |   |  |  |
| Exprimés                 | Exprimés           | Exprimés       | 2 194 | 97,08  |    |   |  |  |
| * Liste du maire sortant |                    |                |       |        |    |   |  |  |

### Boufféré
- Maire sortant : Joseph Chatry
- 23 sièges à pourvoir au conseil municipal (population légale 2011 : 3 004 habitants)
- 3 sièges à pourvoir au conseil communautaire (Terres-de-Montaigu)

|                | Florent Limouzin | DVD            | 834   | 54,58  | 18 | 2 |  |  |
|                | Marie Le Breton  | DVD            | 694   | 45,41  | 5  | 1 |  |  |
|                |                  |                |       |        |    |   |  |  |
| Inscrits       | Inscrits         | Inscrits       | 2 146 | 100,00 |    |   |  |  |
| Abstentions    | Abstentions      | Abstentions    | 559   | 26,05  |    |   |  |  |
| Votants        | Votants          | Votants        | 1 587 | 73,95  |    |   |  |  |
| Blancs et nuls | Blancs et nuls   | Blancs et nuls | 59    | 3,72   |    |   |  |  |
| Exprimés       | Exprimés         | Exprimés       | 1 528 | 96,28  |    |   |  |  |

### Bournezeau
- Maire sortant : Louis-Marie Giraudeau
- 23 sièges à pourvoir au conseil municipal (population légale 2011 : 3 156 habitants)
- 5 sièges à pourvoir au conseil communautaire (CC du Pays-de-Chantonnay)

|                          | Louis-Marie Giraudeau * | DVD            | 948   | 100,00 | 23 | 5 |  |  |
|                          |                         |                |       |        |    |   |  |  |
| Inscrits                 | Inscrits                | Inscrits       | 2 349 | 100,00 |    |   |  |  |
| Abstentions              | Abstentions             | Abstentions    | 921   | 39,21  |    |   |  |  |
| Votants                  | Votants                 | Votants        | 1 428 | 60,79  |    |   |  |  |
| Blancs et nuls           | Blancs et nuls          | Blancs et nuls | 480   | 33,61  |    |   |  |  |
| Exprimés                 | Exprimés                | Exprimés       | 948   | 66,39  |    |   |  |  |
| * Liste du maire sortant |                         |                |       |        |    |   |  |  |

### Bretignolles-sur-Mer
- Maire sortant : Christophe Chabot
- 27 sièges à pourvoir au conseil municipal (population légale 2011 : 4 174 habitants)
- 4 sièges à pourvoir au conseil communautaire (CA Pays de Saint-Gilles-Croix-de-Vie Agglomération)

|                          | Christophe Chabot * | DVD            | 1 682 | 56,49  | 21 | 3 |  |  |
|                          | Thierry Biron       | DVD            | 1 295 | 43,50  | 6  | 1 |  |  |
|                          |                     |                |       |        |    |   |  |  |
| Inscrits                 | Inscrits            | Inscrits       | 3 909 | 100,00 |    |   |  |  |
| Abstentions              | Abstentions         | Abstentions    | 851   | 21,77  |    |   |  |  |
| Votants                  | Votants             | Votants        | 3 058 | 78,23  |    |   |  |  |
| Blancs et nuls           | Blancs et nuls      | Blancs et nuls | 81    | 2,65   |    |   |  |  |
| Exprimés                 | Exprimés            | Exprimés       | 2 977 | 97,35  |    |   |  |  |
| * Liste du maire sortant |                     |                |       |        |    |   |  |  |

### Challans
- Maire sortant : Serge Rondeau (DVD)
- 33 sièges à pourvoir au conseil municipal (population légale 2011 : 18 930 habitants)
- 12 sièges à pourvoir au conseil communautaire (CC Challans-Gois-Communauté)

|                          | Serge Rondeau * | DVD            | 6 910  | 75,39  | 29 | 11 |  |  |
|                          | Nicole Guerin   | PS             | 2 255  | 24,60  | 4  | 1  |  |  |
|                          |                 |                |        |        |    |    |  |  |
| Inscrits                 | Inscrits        | Inscrits       | 15 492 | 100,00 |    |    |  |  |
| Abstentions              | Abstentions     | Abstentions    | 5 865  | 37,86  |    |    |  |  |
| Votants                  | Votants         | Votants        | 9 627  | 62,14  |    |    |  |  |
| Blancs et nuls           | Blancs et nuls  | Blancs et nuls | 462    | 4,80   |    |    |  |  |
| Exprimés                 | Exprimés        | Exprimés       | 9 165  | 95,20  |    |    |  |  |
| * Liste du maire sortant |                 |                |        |        |    |    |  |  |

### Chantonnay
- Maire sortant : Gérard Villette (DVD)
- 29 sièges à pourvoir au conseil municipal (population légale 2011 : 8 255 habitants)
- 10 sièges à pourvoir au conseil communautaire (CC du Pays-de-Chantonnay)

|                          | Gérard Villette * | DVD            | 2 713 | 72,48  | 25 | 9 |  |  |
|                          | Éric Peltanche    | DVG            | 1 030 | 27,51  | 4  | 1 |  |  |
|                          |                   |                |       |        |    |   |  |  |
| Inscrits                 | Inscrits          | Inscrits       | 6 133 | 100,00 |    |   |  |  |
| Abstentions              | Abstentions       | Abstentions    | 2 095 | 34,16  |    |   |  |  |
| Votants                  | Votants           | Votants        | 4 038 | 65,84  |    |   |  |  |
| Blancs et nuls           | Blancs et nuls    | Blancs et nuls | 295   | 7,31   |    |   |  |  |
| Exprimés                 | Exprimés          | Exprimés       | 3 743 | 92,69  |    |   |  |  |
| * Liste du maire sortant |                   |                |       |        |    |   |  |  |

### Château-d'Olonne
- Maire sortant : Jean Yves Burnaud
- 33 sièges à pourvoir au conseil municipal (population légale 2011 : 13 473 habitants)
- 12 sièges à pourvoir au conseil communautaire (Les Sables-d’Olonne-Agglomération)

| Tête de liste  | Tête de liste         | Liste          | Premier tour | Premier tour | Second tour | Second tour | Sièges | Sièges |
| Tête de liste  | Tête de liste         | Liste          | Voix         | %            | Voix        | %           | CM     | CC     |
| -------------- | --------------------- | -------------- | ------------ | ------------ | ----------- | ----------- | ------ | ------ |
|                | Joël Mercier          | SE             | 3 110        | 44,21        | 3 371       | 48,03       | 25     | 9      |
|                | Jean-Pierre Chapalain | UMP            | 2 360        | 33,55        | 2 101       | 29,93       | 5      | 2      |
|                | Anthony Pitalier      | PS-PCF-EELV    | 1 564        | 22,23        | 1 546       | 22,02       | 3      | 1      |
|                |                       |                |              |              |             |             |        |        |
| Inscrits       | Inscrits              | Inscrits       | 11 515       | 100,00       | 11 516      | 100,00      |        |        |
| Abstentions    | Abstentions           | Abstentions    | 4 122        | 35,80        | 4 232       | 36,75       |        |        |
| Votants        | Votants               | Votants        | 7 393        | 64,20        | 7 284       | 63,25       |        |        |
| Blancs et nuls | Blancs et nuls        | Blancs et nuls | 359          | 4,86         | 266         | 3,65        |        |        |
| Exprimés       | Exprimés              | Exprimés       | 7 034        | 95,14        | 7 018       | 96,35       |        |        |

### Chavagnes-en-Paillers
- Maire sortant : Éric Salaün
- 23 sièges à pourvoir au conseil municipal (population légale 2011 : 3 386 habitants)
- 5 sièges à pourvoir au conseil communautaire (CC du Pays-de-Saint-Fulgent-les-Essarts)

|                          | Éric Salaün *  | DVD            | 1 438 | 100,00 | 23 | 5 |  |  |
|                          |                |                |       |        |    |   |  |  |
| Inscrits                 | Inscrits       | Inscrits       | 2 660 | 100,00 |    |   |  |  |
| Abstentions              | Abstentions    | Abstentions    | 1 012 | 38,05  |    |   |  |  |
| Votants                  | Votants        | Votants        | 1 648 | 61,95  |    |   |  |  |
| Blancs et nuls           | Blancs et nuls | Blancs et nuls | 210   | 12,74  |    |   |  |  |
| Exprimés                 | Exprimés       | Exprimés       | 1 438 | 87,26  |    |   |  |  |
| * Liste du maire sortant |                |                |       |        |    |   |  |  |

### Coëx
- Maire sortant : Marietta Trichet
- 23 sièges à pourvoir au conseil municipal (population légale 2011 : 3 057 habitants)
- 3 sièges à pourvoir au conseil communautaire (CA Pays de Saint-Gilles-Croix-de-Vie Agglomération)

|                          | Dominique Michaud  | DVD            | 996   | 58,07  | 18 | 2 |  |  |
|                          | Marietta Trichet * | DVD            | 719   | 41,92  | 5  | 1 |  |  |
|                          |                    |                |       |        |    |   |  |  |
| Inscrits                 | Inscrits           | Inscrits       | 2 351 | 100,00 |    |   |  |  |
| Abstentions              | Abstentions        | Abstentions    | 568   | 24,16  |    |   |  |  |
| Votants                  | Votants            | Votants        | 1 783 | 75,84  |    |   |  |  |
| Blancs et nuls           | Blancs et nuls     | Blancs et nuls | 68    | 3,81   |    |   |  |  |
| Exprimés                 | Exprimés           | Exprimés       | 1 715 | 96,19  |    |   |  |  |
| * Liste du maire sortant |                    |                |       |        |    |   |  |  |

### Commequiers
- Maire sortant : Jean-Paul Élineau
- 23 sièges à pourvoir au conseil municipal (population légale 2011 : 3 072 habitants)
- 3 sièges à pourvoir au conseil communautaire (CA Pays de Saint-Gilles-Croix-de-Vie Agglomération)

|                          | Jean-Paul Elineau * | DVD            | 1 012 | 57,99  | 18 | 2 |  |  |
|                          | Philippe Moreau     | DVD            | 733   | 42,00  | 5  | 1 |  |  |
|                          |                     |                |       |        |    |   |  |  |
| Inscrits                 | Inscrits            | Inscrits       | 2 548 | 100,00 |    |   |  |  |
| Abstentions              | Abstentions         | Abstentions    | 733   | 28,77  |    |   |  |  |
| Votants                  | Votants             | Votants        | 1 815 | 71,23  |    |   |  |  |
| Blancs et nuls           | Blancs et nuls      | Blancs et nuls | 70    | 3,86   |    |   |  |  |
| Exprimés                 | Exprimés            | Exprimés       | 1 745 | 96,14  |    |   |  |  |
| * Liste du maire sortant |                     |                |       |        |    |   |  |  |

### Cugand
- Maire sortant : Joël Caillaud
- 23 sièges à pourvoir au conseil municipal (population légale 2011 : 3 326 habitants)
- 3 sièges à pourvoir au conseil communautaire (Terres-de-Montaigu)

|                          | Joël Caillaud * | DVD            | 997   | 60,13  | 19 | 2 |  |  |
|                          | Michel Laïdi    | DVG            | 661   | 39,86  | 4  | 1 |  |  |
|                          |                 |                |       |        |    |   |  |  |
| Inscrits                 | Inscrits        | Inscrits       | 2 407 | 100,00 |    |   |  |  |
| Abstentions              | Abstentions     | Abstentions    | 693   | 28,79  |    |   |  |  |
| Votants                  | Votants         | Votants        | 1 714 | 71,21  |    |   |  |  |
| Blancs et nuls           | Blancs et nuls  | Blancs et nuls | 56    | 3,27   |    |   |  |  |
| Exprimés                 | Exprimés        | Exprimés       | 1 658 | 96,73  |    |   |  |  |
| * Liste du maire sortant |                 |                |       |        |    |   |  |  |

### Dompierre-sur-Yon
- Maire sortant : Philippe Gaboriau
- 27 sièges à pourvoir au conseil municipal (population légale 2011 : 4 099 habitants)
- 2 sièges à pourvoir au conseil communautaire (CA La Roche-sur-Yon - Agglomération)

|                          | Philippe Gaboriau *  | PS             | 1 157 | 51,97  | 21 | 2 |  |  |
|                          | Jean-Pierre Bouffard | DVD            | 1 069 | 48,02  | 6  |   |  |  |
|                          |                      |                |       |        |    |   |  |  |
| Inscrits                 | Inscrits             | Inscrits       | 3 223 | 100,00 |    |   |  |  |
| Abstentions              | Abstentions          | Abstentions    | 909   | 28,20  |    |   |  |  |
| Votants                  | Votants              | Votants        | 2 314 | 71,80  |    |   |  |  |
| Blancs et nuls           | Blancs et nuls       | Blancs et nuls | 88    | 3,80   |    |   |  |  |
| Exprimés                 | Exprimés             | Exprimés       | 2 226 | 96,20  |    |   |  |  |
| * Liste du maire sortant |                      |                |       |        |    |   |  |  |

### Fontenay-le-Comte
- Maire sortant : Hugues Fourage (PS)
- 33 sièges à pourvoir au conseil municipal (population légale 2011 : 14 204 habitants)
- 21 sièges à pourvoir au conseil communautaire (CC Pays-de-Fontenay-Vendée)

| Tête de liste            | Tête de liste      | Liste          | Premier tour | Premier tour | Second tour | Second tour | Sièges | Sièges |
| Tête de liste            | Tête de liste      | Liste          | Voix         | %            | Voix        | %           | CM     | CC     |
| ------------------------ | ------------------ | -------------- | ------------ | ------------ | ----------- | ----------- | ------ | ------ |
|                          | Hugues Fourage *   | PS             | 2 670        | 45,53        | 2 747       | 43,06       | 7      | 5      |
|                          | Jean-Michel Lalere | UMP-UDI        | 2 596        | 44,27        | 3 189       | 50,00       | 25     | 16     |
|                          | Josselin Le Claire | FG             | 597          | 10,18        | 442         | 6,93        | 1      |        |
|                          |                    |                |              |              |             |             |        |        |
| Inscrits                 | Inscrits           | Inscrits       | 9 431        | 100,00       | 9 426       | 100,00      |        |        |
| Abstentions              | Abstentions        | Abstentions    | 3 282        | 34,80        | 2 869       | 30,44       |        |        |
| Votants                  | Votants            | Votants        | 6 149        | 65,20        | 6 557       | 69,56       |        |        |
| Blancs et nuls           | Blancs et nuls     | Blancs et nuls | 286          | 4,65         | 179         | 2,73        |        |        |
| Exprimés                 | Exprimés           | Exprimés       | 5 863        | 95,35        | 6 378       | 97,27       |        |        |
| * Liste du maire sortant |                    |                |              |              |             |             |        |        |

### L'Île-d'Yeu
- Maire sortant : Bruno Noury
- 27 sièges à pourvoir au conseil municipal (population légale 2011 : 4 562 habitants)

|                          | Bruno Noury *          | DVD            | 1 647 | 60,37  | 22 |  |  |  |
|                          | François-Xavier Dubois | DVD            | 1 081 | 39,62  | 5  |  |  |  |
|                          |                        |                |       |        |    |  |  |  |
| Inscrits                 | Inscrits               | Inscrits       | 4 236 | 100,00 |    |  |  |  |
| Abstentions              | Abstentions            | Abstentions    | 1 339 | 31,61  |    |  |  |  |
| Votants                  | Votants                | Votants        | 2 897 | 68,39  |    |  |  |  |
| Blancs et nuls           | Blancs et nuls         | Blancs et nuls | 169   | 5,83   |    |  |  |  |
| Exprimés                 | Exprimés               | Exprimés       | 2 728 | 94,17  |    |  |  |  |
| * Liste du maire sortant |                        |                |       |        |    |  |  |  |

### La Bruffière
- Maire sortant : Denis Moinet
- 27 sièges à pourvoir au conseil municipal (population légale 2011 : 3 717 habitants)
- 4 sièges à pourvoir au conseil communautaire (CA Terres de Montaigu, communauté d'agglomération)

|                | André Boudaud  | DVD            | 1 396 | 100,00 | 27 | 4 |  |  |
|                |                |                |       |        |    |   |  |  |
| Inscrits       | Inscrits       | Inscrits       | 2 754 | 100,00 |    |   |  |  |
| Abstentions    | Abstentions    | Abstentions    | 1 125 | 40,85  |    |   |  |  |
| Votants        | Votants        | Votants        | 1 629 | 59,15  |    |   |  |  |
| Blancs et nuls | Blancs et nuls | Blancs et nuls | 233   | 14,30  |    |   |  |  |
| Exprimés       | Exprimés       | Exprimés       | 1 396 | 85,70  |    |   |  |  |

### La Chaize-le-Vicomte
- Maire sortant : Yannick David
- 23 sièges à pourvoir au conseil municipal (population légale 2011 : 3 422 habitants)
- 2 sièges à pourvoir au conseil communautaire (CA La Roche-sur-Yon - Agglomération)

|                          | Yannick David * | DVD            | 1 072 | 56,99  | 18 | 2 |  |  |
|                          | Joël Mallard    | DVG            | 809   | 43,00  | 5  |   |  |  |
|                          |                 |                |       |        |    |   |  |  |
| Inscrits                 | Inscrits        | Inscrits       | 2 500 | 100,00 |    |   |  |  |
| Abstentions              | Abstentions     | Abstentions    | 556   | 22,24  |    |   |  |  |
| Votants                  | Votants         | Votants        | 1 944 | 77,76  |    |   |  |  |
| Blancs et nuls           | Blancs et nuls  | Blancs et nuls | 63    | 3,24   |    |   |  |  |
| Exprimés                 | Exprimés        | Exprimés       | 1 881 | 96,76  |    |   |  |  |
| * Liste du maire sortant |                 |                |       |        |    |   |  |  |

### La Ferrière
- Maire sortant : Yves Auvinet
- 27 sièges à pourvoir au conseil municipal (population légale 2011 : 4 892 habitants)
- 3 sièges à pourvoir au conseil communautaire (CA La Roche-sur-Yon - Agglomération)

|                          | Yves Auvinet * | DVD            | 1 658 | 66,88  | 23 | 3 |  |  |
|                          | Olivier Libaud | DVG            | 821   | 33,11  | 4  |   |  |  |
|                          |                |                |       |        |    |   |  |  |
| Inscrits                 | Inscrits       | Inscrits       | 3 748 | 100,00 |    |   |  |  |
| Abstentions              | Abstentions    | Abstentions    | 1 150 | 30,68  |    |   |  |  |
| Votants                  | Votants        | Votants        | 2 598 | 69,32  |    |   |  |  |
| Blancs et nuls           | Blancs et nuls | Blancs et nuls | 119   | 4,58   |    |   |  |  |
| Exprimés                 | Exprimés       | Exprimés       | 2 479 | 95,42  |    |   |  |  |
| * Liste du maire sortant |                |                |       |        |    |   |  |  |

### La Garnache
- Maire sortant : Claude Bobière
- 27 sièges à pourvoir au conseil municipal (population légale 2011 : 4 557 habitants)
- 5 sièges à pourvoir au conseil communautaire (CC Challans-Gois-Communauté)

|                | François Petit   | DVD            | 1 263 | 52,21  | 21 | 4 |  |  |
|                | Patricia Bernard | DVD            | 1 156 | 47,78  | 6  | 1 |  |  |
|                |                  |                |       |        |    |   |  |  |
| Inscrits       | Inscrits         | Inscrits       | 3 596 | 100,00 |    |   |  |  |
| Abstentions    | Abstentions      | Abstentions    | 1 047 | 29,12  |    |   |  |  |
| Votants        | Votants          | Votants        | 2 549 | 70,88  |    |   |  |  |
| Blancs et nuls | Blancs et nuls   | Blancs et nuls | 130   | 5,10   |    |   |  |  |
| Exprimés       | Exprimés         | Exprimés       | 2 419 | 94,90  |    |   |  |  |

### La Roche-sur-Yon
- Maire sortant : Pierre Regnault (PS)
- 45 sièges à pourvoir au conseil municipal (population légale 2011 : 52 773 habitants)
- 23 sièges à pourvoir au conseil communautaire (CA La Roche-sur-Yon - Agglomération)

| Tête de liste            | Tête de liste     | Liste          | Premier tour | Premier tour | Second tour | Second tour | Sièges | Sièges |
| Tête de liste            | Tête de liste     | Liste          | Voix         | %            | Voix        | %           | CM     | CC     |
| ------------------------ | ----------------- | -------------- | ------------ | ------------ | ----------- | ----------- | ------ | ------ |
|                          | Pierre Regnault * | PS-EELV        | 7 605        | 36,09        | 10 336      | 46,10       | 10     | 5      |
|                          | Luc Bouard        | UDI-UMP-MoDem  | 7 445        | 35,33        | 12 083      | 53,89       | 35     | 18     |
|                          | Raoul Mestre      | DVD            | 2 037        | 9,66         |             |             |        |        |
|                          | Brigitte Neveux   | FN             | 1 799        | 8,53         |             |             |        |        |
|                          | Anita Charrieau   | FG             | 1 626        | 7,71         |             |             |        |        |
|                          | Gilles Robin      | LO             | 556          | 2,63         |             |             |        |        |
|                          |                   |                |              |              |             |             |        |        |
| Inscrits                 | Inscrits          | Inscrits       | 36 990       | 100,00       | 36 990      | 100,00      |        |        |
| Abstentions              | Abstentions       | Abstentions    | 15 066       | 40,73        | 13 554      | 36,64       |        |        |
| Votants                  | Votants           | Votants        | 21 924       | 59,27        | 23 436      | 63,36       |        |        |
| Blancs et nuls           | Blancs et nuls    | Blancs et nuls | 856          | 3,90         | 1 017       | 4,34        |        |        |
| Exprimés                 | Exprimés          | Exprimés       | 21 068       | 96,10        | 22 419      | 95,66       |        |        |
| * Liste du maire sortant |                   |                |              |              |             |             |        |        |

### La Verrie
- Maire sortant : Jean-Paul Rongeard
- 27 sièges à pourvoir au conseil municipal (population légale 2011 : 3 758 habitants)
- 4 sièges à pourvoir au conseil communautaire (Pays-de-Mortagne)

|                | Jean-François Fruchet | DVD            | 1 740 | 100,00 | 27 | 4 |  |  |
|                |                       |                |       |        |    |   |  |  |
| Inscrits       | Inscrits              | Inscrits       | 3 034 | 100,00 |    |   |  |  |
| Abstentions    | Abstentions           | Abstentions    | 1 052 | 34,67  |    |   |  |  |
| Votants        | Votants               | Votants        | 1 982 | 65,33  |    |   |  |  |
| Blancs et nuls | Blancs et nuls        | Blancs et nuls | 242   | 12,21  |    |   |  |  |
| Exprimés       | Exprimés              | Exprimés       | 1 740 | 87,79  |    |   |  |  |

### Le Boupère
- Maire sortant : Dominique Blanchard
- 23 sièges à pourvoir au conseil municipal (population légale 2011 : 3 015 habitants)
- 4 sièges à pourvoir au conseil communautaire (CC du Pays-de-Pouzauges)

|                          | Dominique Blanchard * | SE             | 1 168 | 100,00 | 23 | 4 |  |  |
|                          |                       |                |       |        |    |   |  |  |
| Inscrits                 | Inscrits              | Inscrits       | 2 321 | 100,00 |    |   |  |  |
| Abstentions              | Abstentions           | Abstentions    | 831   | 35,80  |    |   |  |  |
| Votants                  | Votants               | Votants        | 1 490 | 64,20  |    |   |  |  |
| Blancs et nuls           | Blancs et nuls        | Blancs et nuls | 322   | 21,61  |    |   |  |  |
| Exprimés                 | Exprimés              | Exprimés       | 1 168 | 78,39  |    |   |  |  |
| * Liste du maire sortant |                       |                |       |        |    |   |  |  |

### Le Fenouiller
- Maire sortant : Maryvonne Barc
- 27 sièges à pourvoir au conseil municipal (population légale 2011 : 4 372 habitants)
- 4 sièges à pourvoir au conseil communautaire (CA Pays de Saint-Gilles-Croix-de-Vie Agglomération)

| Tête de liste  | Tête de liste       | Liste          | Premier tour | Premier tour | Second tour | Second tour | Sièges | Sièges |
| Tête de liste  | Tête de liste       | Liste          | Voix         | %            | Voix        | %           | CM     | CC     |
| -------------- | ------------------- | -------------- | ------------ | ------------ | ----------- | ----------- | ------ | ------ |
|                | René Viaud          | DVD            | 727          | 29,29        | 1052        | 41,27       | 20     | 3      |
|                | Philippe Perrocheau | DVD            | 732          | 29,49        | 719         | 28,20       | 4      | 1      |
|                | Jean-François Viaud | DVD            | 705          | 28,40        | 604         | 23,69       | 3      |        |
|                | Alain Hart          | DVG            | 318          | 12,81        | 174         | 6,82        |        |        |
|                |                     |                |              |              |             |             |        |        |
| Inscrits       | Inscrits            | Inscrits       | 3 781        | 100,00       | 3 781       | 100,00      |        |        |
| Abstentions    | Abstentions         | Abstentions    | 1 205        | 31,87        | 1 166       | 30,84       |        |        |
| Votants        | Votants             | Votants        | 2 576        | 68,13        | 2 615       | 69,16       |        |        |
| Blancs et nuls | Blancs et nuls      | Blancs et nuls | 94           | 3,65         | 66          | 2,52        |        |        |
| Exprimés       | Exprimés            | Exprimés       | 2 482        | 96,35        | 2 549       | 97,48       |        |        |

### Le Poiré-sur-Vie
- Maire sortant : Didier Mandelli (DVD)
- 29 sièges à pourvoir au conseil municipal (population légale 2011 : 8 035 habitants)
- 8 sièges à pourvoir au conseil communautaire (CC de Vie-et-Boulogne)

|                          | Didier Mandelli * | DVD            | 2 568 | 65,41  | 24 | 7 |  |  |
|                          | Joël Rocheteau    | DVG            | 1 358 | 34,58  | 5  | 1 |  |  |
|                          |                   |                |       |        |    |   |  |  |
| Inscrits                 | Inscrits          | Inscrits       | 5 730 | 100,00 |    |   |  |  |
| Abstentions              | Abstentions       | Abstentions    | 1 620 | 28,27  |    |   |  |  |
| Votants                  | Votants           | Votants        | 4 110 | 71,73  |    |   |  |  |
| Blancs et nuls           | Blancs et nuls    | Blancs et nuls | 184   | 4,48   |    |   |  |  |
| Exprimés                 | Exprimés          | Exprimés       | 3 926 | 95,52  |    |   |  |  |
| * Liste du maire sortant |                   |                |       |        |    |   |  |  |

### Les Essarts
- Maire sortant : Yolande Pineau (MPF)
- 29 sièges à pourvoir au conseil municipal (population légale 2011 : 5 123 habitants)
- 9 sièges à pourvoir au conseil communautaire ()

|                | Freddy Riffaud  | DVD            | 1 310 | 50,67  | 22 | 7 |  |  |
|                | Frédéric Altare | DVD            | 1 275 | 49,32  | 7  | 2 |  |  |
|                |                 |                |       |        |    |   |  |  |
| Inscrits       | Inscrits        | Inscrits       | 3 630 | 100,00 |    |   |  |  |
| Abstentions    | Abstentions     | Abstentions    | 898   | 24,74  |    |   |  |  |
| Votants        | Votants         | Votants        | 2 732 | 75,26  |    |   |  |  |
| Blancs et nuls | Blancs et nuls  | Blancs et nuls | 147   | 5,38   |    |   |  |  |
| Exprimés       | Exprimés        | Exprimés       | 2 585 | 94,62  |    |   |  |  |

### Les Herbiers
- Maire sortant : Marcel Albert (UDI)
- 33 sièges à pourvoir au conseil municipal (population légale 2011 : 15 390 habitants)
- 18 sièges à pourvoir au conseil communautaire (CC du Pays des Herbiers)

|                | Véronique Besse  | DVD            | 4 571  | 57,75  | 27 | 15 |  |  |
|                | Myriam Violleau  | DVD            | 2 285  | 28,87  | 4  | 2  |  |  |
|                | Thierry Cousseau | PS-PCF-EELV    | 1 058  | 13,36  | 2  | 1  |  |  |
|                |                  |                |        |        |    |    |  |  |
| Inscrits       | Inscrits         | Inscrits       | 11 305 | 100,00 |    |    |  |  |
| Abstentions    | Abstentions      | Abstentions    | 3 116  | 27,56  |    |    |  |  |
| Votants        | Votants          | Votants        | 8 189  | 72,44  |    |    |  |  |
| Blancs et nuls | Blancs et nuls   | Blancs et nuls | 275    | 3,36   |    |    |  |  |
| Exprimés       | Exprimés         | Exprimés       | 7 914  | 96,64  |    |    |  |  |

### Les Lucs-sur-Boulogne
- Maire sortant : Roger Gaborieau
- 23 sièges à pourvoir au conseil municipal (population légale 2011 : 3 289 habitants)
- 4 sièges à pourvoir au conseil communautaire (CC de Vie-et-Boulogne)

|                          | Roger Gaborieau * | SE             | 1 210 | 100,00 | 23 | 4 |  |  |
|                          |                   |                |       |        |    |   |  |  |
| Inscrits                 | Inscrits          | Inscrits       | 2 389 | 100,00 |    |   |  |  |
| Abstentions              | Abstentions       | Abstentions    | 857   | 35,87  |    |   |  |  |
| Votants                  | Votants           | Votants        | 1 532 | 64,13  |    |   |  |  |
| Blancs et nuls           | Blancs et nuls    | Blancs et nuls | 322   | 21,02  |    |   |  |  |
| Exprimés                 | Exprimés          | Exprimés       | 1 210 | 78,98  |    |   |  |  |
| * Liste du maire sortant |                   |                |       |        |    |   |  |  |

### Les Sables-d'Olonne
- Maire sortant : Louis Guédon (UMP)
- 33 sièges à pourvoir au conseil municipal (population légale 2011 : 14 165 habitants)
- 14 sièges à pourvoir au conseil communautaire (CA Les Sables-d'Olonne-Agglomération)

| Tête de liste  | Tête de liste      | Liste          | Premier tour | Premier tour | Second tour | Second tour | Sièges | Sièges |
| Tête de liste  | Tête de liste      | Liste          | Voix         | %            | Voix        | %           | CM     | CC     |
| -------------- | ------------------ | -------------- | ------------ | ------------ | ----------- | ----------- | ------ | ------ |
|                | Yves Roucher       | UMP            | 2 539        | 32,14        | 3 371       | 41,64       | 7      | 3      |
|                | Didier Gallot      | DVD            | 1 756        | 22,23        | 3 453       | 42,65       | 24     | 10     |
|                | Brigitte Tesson    | DVD            | 1 303        | 16,49        |             |             |        |        |
|                | Gérard Mercier     | PS-PCF-EELV    | 1 013        | 12,82        | 1 271       | 15,70       | 2      | 1      |
|                | Danièle Vouzellaud | FN             | 709          | 8,97         |             |             |        |        |
|                | Caroline Pottier   | FG             | 578          | 7,31         |             |             |        |        |
|                |                    |                |              |              |             |             |        |        |
| Inscrits       | Inscrits           | Inscrits       | 14 157       | 100,00       | 13 464      | 100,00      |        |        |
| Abstentions    | Abstentions        | Abstentions    | 6 013        | 42,47        | 5 035       | 37,40       |        |        |
| Votants        | Votants            | Votants        | 8 144        | 57,53        | 8 429       | 62,60       |        |        |
| Blancs et nuls | Blancs et nuls     | Blancs et nuls | 246          | 3,02         | 334         | 3,96        |        |        |
| Exprimés       | Exprimés           | Exprimés       | 7 898        | 96,98        | 8 095       | 96,04       |        |        |

### Luçon
- Maire sortant : Pierre-Guy Perrier (UMP)
- 29 sièges à pourvoir au conseil municipal (population légale 2011 : 9 536 habitants)
- 11 sièges à pourvoir au conseil communautaire (CC Sud-Vendée-Littoral)

|                          | Pierre-Guy Perrier * | UMP            | 2 633 | 56,24  | 23 | 9 |  |  |
|                          | Jean-Michel Demy     | DVG            | 2 048 | 43,75  | 6  | 2 |  |  |
|                          |                      |                |       |        |    |   |  |  |
| Inscrits                 | Inscrits             | Inscrits       | 7 716 | 100,00 |    |   |  |  |
| Abstentions              | Abstentions          | Abstentions    | 2 784 | 36,08  |    |   |  |  |
| Votants                  | Votants              | Votants        | 4 932 | 63,92  |    |   |  |  |
| Blancs et nuls           | Blancs et nuls       | Blancs et nuls | 251   | 5,09   |    |   |  |  |
| Exprimés                 | Exprimés             | Exprimés       | 4 681 | 94,91  |    |   |  |  |
| * Liste du maire sortant |                      |                |       |        |    |   |  |  |

### Montaigu
- Maire sortant : Antoine Chéreau (MPF)
- 29 sièges à pourvoir au conseil municipal (population légale 2011 : 5 092 habitants)
- 6 sièges à pourvoir au conseil communautaire (Terres-de-Montaigu)

|                          | Antoine Chéreau * | DVD            | 1 698 | 71,73  | 25 | 5 |  |  |
|                          | Aimé Oertel       | DVG            | 669   | 28,26  | 4  | 1 |  |  |
|                          |                   |                |       |        |    |   |  |  |
| Inscrits                 | Inscrits          | Inscrits       | 3 851 | 100,00 |    |   |  |  |
| Abstentions              | Abstentions       | Abstentions    | 1 394 | 36,20  |    |   |  |  |
| Votants                  | Votants           | Votants        | 2 457 | 63,80  |    |   |  |  |
| Blancs et nuls           | Blancs et nuls    | Blancs et nuls | 90    | 3,66   |    |   |  |  |
| Exprimés                 | Exprimés          | Exprimés       | 2 367 | 96,34  |    |   |  |  |
| * Liste du maire sortant |                   |                |       |        |    |   |  |  |

### Mortagne-sur-Sèvre
- Maire sortant : Alain Pauvert (DVD)
- 29 sièges à pourvoir au conseil municipal (population légale 2011 : 6 005 habitants)
- 6 sièges à pourvoir au conseil communautaire (CC du Pays-de-Mortagne)

|                | Alain Brochoire | DVD            | 1 674 | 58,73  | 23 | 5 |  |  |
|                | Joël Voyau      | PS-PCF-EELV    | 1 176 | 41,26  | 6  | 1 |  |  |
|                |                 |                |       |        |    |   |  |  |
| Inscrits       | Inscrits        | Inscrits       | 4 844 | 100,00 |    |   |  |  |
| Abstentions    | Abstentions     | Abstentions    | 1 814 | 37,45  |    |   |  |  |
| Votants        | Votants         | Votants        | 3 030 | 62,55  |    |   |  |  |
| Blancs et nuls | Blancs et nuls  | Blancs et nuls | 180   | 5,94   |    |   |  |  |
| Exprimés       | Exprimés        | Exprimés       | 2 850 | 94,06  |    |   |  |  |

### Mouilleron-le-Captif
- Maire sortant : Philippe Darniche
- 27 sièges à pourvoir au conseil municipal (population légale 2011 : 4 723 habitants)
- 3 sièges à pourvoir au conseil communautaire (CA La Roche-sur-Yon - Agglomération)

|                          | Philippe Darniche * | DVD            | 2 101 | 77,44  | 24 | 3 |  |  |
|                          | Gérard Barteau      | DVG            | 612   | 22,55  | 3  |   |  |  |
|                          |                     |                |       |        |    |   |  |  |
| Inscrits                 | Inscrits            | Inscrits       | 3 828 | 100,00 |    |   |  |  |
| Abstentions              | Abstentions         | Abstentions    | 1 031 | 26,93  |    |   |  |  |
| Votants                  | Votants             | Votants        | 2 797 | 73,07  |    |   |  |  |
| Blancs et nuls           | Blancs et nuls      | Blancs et nuls | 84    | 3,00   |    |   |  |  |
| Exprimés                 | Exprimés            | Exprimés       | 2 713 | 97,00  |    |   |  |  |
| * Liste du maire sortant |                     |                |       |        |    |   |  |  |

### Noirmoutier-en-l'Île
- Maire sortant : Noël Faucher
- 27 sièges à pourvoir au conseil municipal (population légale 2011 : 4 550 habitants)
- 10 sièges à pourvoir au conseil communautaire (CC de l'Île-de-Noirmoutier)

|                          | Noël Faucher *       | DVD            | 1 538 | 53,79  | 21 | 8 |  |  |
|                          | Arnaud Thibaud       | DVD            | 807   | 28,22  | 4  | 1 |  |  |
|                          | Jean-Michel Laurence | DVD            | 514   | 17,97  | 2  | 1 |  |  |
|                          |                      |                |       |        |    |   |  |  |
| Inscrits                 | Inscrits             | Inscrits       | 4 243 | 100,00 |    |   |  |  |
| Abstentions              | Abstentions          | Abstentions    | 1 295 | 30,52  |    |   |  |  |
| Votants                  | Votants              | Votants        | 2 948 | 69,48  |    |   |  |  |
| Blancs et nuls           | Blancs et nuls       | Blancs et nuls | 89    | 3,02   |    |   |  |  |
| Exprimés                 | Exprimés             | Exprimés       | 2 859 | 96,98  |    |   |  |  |
| * Liste du maire sortant |                      |                |       |        |    |   |  |  |

### Olonne-sur-Mer
- Maire sortant : Yannick Moreau (UMP)
- 33 sièges à pourvoir au conseil municipal (population légale 2011 : 13 840 habitants)
- 12 sièges à pourvoir au conseil communautaire (Les Sables-d’Olonne-Agglomération)

|                          | Yannick Moreau * | UMP-UDI        | 4 481  | 67,04  | 28 | 10 |  |  |
|                          | Régis Bernard    | PS-PCF-EELV    | 1 282  | 19,18  | 3  | 1  |  |  |
|                          | Nicole Landrieau | FG             | 921    | 13,77  | 2  | 1  |  |  |
|                          |                  |                |        |        |    |    |  |  |
| Inscrits                 | Inscrits         | Inscrits       | 11 245 | 100,00 |    |    |  |  |
| Abstentions              | Abstentions      | Abstentions    | 4 150  | 36,91  |    |    |  |  |
| Votants                  | Votants          | Votants        | 7 095  | 63,09  |    |    |  |  |
| Blancs et nuls           | Blancs et nuls   | Blancs et nuls | 411    | 5,79   |    |    |  |  |
| Exprimés                 | Exprimés         | Exprimés       | 6 684  | 94,21  |    |    |  |  |
| * Liste du maire sortant |                  |                |        |        |    |    |  |  |

### Pouzauges
- Maire sortant : Michel Roy (MPF)
- 29 sièges à pourvoir au conseil municipal (population légale 2011 : 5 507 habitants)
- 8 sièges à pourvoir au conseil communautaire (CC du Pays-de-Pouzauges)

|                | Michelle Devanne  | DVG            | 1 468 | 50,05  | 22 | 6 |  |  |
|                | Philippe Cousseau | DVD            | 1 465 | 49,94  | 7  | 2 |  |  |
|                |                   |                |       |        |    |   |  |  |
| Inscrits       | Inscrits          | Inscrits       | 4 133 | 100,00 |    |   |  |  |
| Abstentions    | Abstentions       | Abstentions    | 1 077 | 26,06  |    |   |  |  |
| Votants        | Votants           | Votants        | 3 056 | 73,94  |    |   |  |  |
| Blancs et nuls | Blancs et nuls    | Blancs et nuls | 123   | 4,02   |    |   |  |  |
| Exprimés       | Exprimés          | Exprimés       | 2 933 | 95,98  |    |   |  |  |

### Rocheservière
- Maire sortant : Bernard Dabreteau
- 23 sièges à pourvoir au conseil municipal (population légale 2011 : 3 045 habitants)
- 6 sièges à pourvoir au conseil communautaire (CA Terres de Montaigu, communauté d'agglomération)

|                          | Bernard Dabreteau * | DVD            | 997   | 60,79  | 19 | 5 |  |  |
|                          | Jean Marc Abline    | DVD            | 643   | 39,20  | 4  | 1 |  |  |
|                          |                     |                |       |        |    |   |  |  |
| Inscrits                 | Inscrits            | Inscrits       | 2 270 | 100,00 |    |   |  |  |
| Abstentions              | Abstentions         | Abstentions    | 563   | 24,80  |    |   |  |  |
| Votants                  | Votants             | Votants        | 1 707 | 75,20  |    |   |  |  |
| Blancs et nuls           | Blancs et nuls      | Blancs et nuls | 67    | 3,93   |    |   |  |  |
| Exprimés                 | Exprimés            | Exprimés       | 1 640 | 96,07  |    |   |  |  |
| * Liste du maire sortant |                     |                |       |        |    |   |  |  |

### Saint-Fulgent
- Maire sortant : Paul Boudaud
- 27 sièges à pourvoir au conseil municipal (population légale 2011 : 3 618 habitants)
- 5 sièges à pourvoir au conseil communautaire (CC du Pays-de-Saint-Fulgent-les-Essarts)

|                          | Paul Boudaud * | DVD            | 1 293 | 100,00 | 27 | 5 |  |  |
|                          |                |                |       |        |    |   |  |  |
| Inscrits                 | Inscrits       | Inscrits       | 2 548 | 100,00 |    |   |  |  |
| Abstentions              | Abstentions    | Abstentions    | 909   | 35,68  |    |   |  |  |
| Votants                  | Votants        | Votants        | 1 639 | 64,32  |    |   |  |  |
| Blancs et nuls           | Blancs et nuls | Blancs et nuls | 346   | 21,11  |    |   |  |  |
| Exprimés                 | Exprimés       | Exprimés       | 1 293 | 78,89  |    |   |  |  |
| * Liste du maire sortant |                |                |       |        |    |   |  |  |

### Saint-Georges-de-Montaigu
- Maire sortant : Éric Hervouet
- 27 sièges à pourvoir au conseil municipal (population légale 2011 : 4 014 habitants)
- 4 sièges à pourvoir au conseil communautaire (Terres-de-Montaigu)

|                          | Éric Hervouet * | DVD            | 1 756 | 100,00 | 27 | 4 |  |  |
|                          |                 |                |       |        |    |   |  |  |
| Inscrits                 | Inscrits        | Inscrits       | 3 009 | 100,00 |    |   |  |  |
| Abstentions              | Abstentions     | Abstentions    | 1 051 | 34,93  |    |   |  |  |
| Votants                  | Votants         | Votants        | 1 958 | 65,07  |    |   |  |  |
| Blancs et nuls           | Blancs et nuls  | Blancs et nuls | 202   | 10,32  |    |   |  |  |
| Exprimés                 | Exprimés        | Exprimés       | 1 756 | 89,68  |    |   |  |  |
| * Liste du maire sortant |                 |                |       |        |    |   |  |  |

### Saint-Gilles-Croix-de-Vie
- Maire sortant : Patrick Nayl (UMP)
- 29 sièges à pourvoir au conseil municipal (population légale 2011 : 7 322 habitants)
- 7 sièges à pourvoir au conseil communautaire (CA Pays de Saint-Gilles-Croix-de-Vie Agglomération)

| Tête de liste  | Tête de liste     | Liste          | Premier tour | Premier tour | Second tour | Second tour | Sièges | Sièges |
| Tête de liste  | Tête de liste     | Liste          | Voix         | %            | Voix        | %           | CM     | CC     |
| -------------- | ----------------- | -------------- | ------------ | ------------ | ----------- | ----------- | ------ | ------ |
|                | François Blanchet | DVD            | 1 587        | 36,52        | 2 200       | 55,06       | 23     | 6      |
|                | Bruno Labarriere  | DVD            | 1 496        | 34,43        | 1 795       | 44,93       | 6      | 1      |
|                | Patricia Cereijo  | DVG            | 1 262        | 29,04        |             |             |        |        |
|                |                   |                |              |              |             |             |        |        |
| Inscrits       | Inscrits          | Inscrits       | 6 513        | 100,00       | 6 503       | 100,00      |        |        |
| Abstentions    | Abstentions       | Abstentions    | 2 034        | 31,23        | 2 175       | 33,45       |        |        |
| Votants        | Votants           | Votants        | 4 479        | 68,77        | 4 328       | 66,55       |        |        |
| Blancs et nuls | Blancs et nuls    | Blancs et nuls | 134          | 2,99         | 333         | 7,69        |        |        |
| Exprimés       | Exprimés          | Exprimés       | 4 345        | 97,01        | 3 995       | 92,31       |        |        |

### Saint-Hilaire-de-Loulay
- Maire sortant : Danielle Liaigre
- 27 sièges à pourvoir au conseil municipal (population légale 2011 : 4 305 habitants)
- 5 sièges à pourvoir au conseil communautaire (Terres-de-Montaigu)

|                | Daniel Rousseau | DVD            | 1 456 | 61,82  | 22 | 4 |  |  |
|                | Jérôme Bossard  | DVD            | 899   | 38,17  | 5  | 1 |  |  |
|                |                 |                |       |        |    |   |  |  |
| Inscrits       | Inscrits        | Inscrits       | 3 323 | 100,00 |    |   |  |  |
| Abstentions    | Abstentions     | Abstentions    | 910   | 27,38  |    |   |  |  |
| Votants        | Votants         | Votants        | 2 413 | 72,62  |    |   |  |  |
| Blancs et nuls | Blancs et nuls  | Blancs et nuls | 58    | 2,40   |    |   |  |  |
| Exprimés       | Exprimés        | Exprimés       | 2 355 | 97,60  |    |   |  |  |

### Saint-Hilaire-de-Riez
- Maire sortant : Jacques Fraisse (PS)
- 33 sièges à pourvoir au conseil municipal (population légale 2011 : 10 553 habitants)
- 10 sièges à pourvoir au conseil communautaire (CA Pays de Saint-Gilles-Croix-de-Vie Agglomération)

| Tête de liste  | Tête de liste        | Liste          | Premier tour | Premier tour | Second tour | Second tour | Sièges | Sièges |
| Tête de liste  | Tête de liste        | Liste          | Voix         | %            | Voix        | %           | CM     | CC     |
| -------------- | -------------------- | -------------- | ------------ | ------------ | ----------- | ----------- | ------ | ------ |
|                | Jean-Yves Lebourdais | DVG            | 1 786        | 27,47        | 2 378       | 36,10       | 6      | 2      |
|                | Laurent Boudelier    | UMP-UDI        | 1 584        | 24,36        | 3 065       | 46,53       | 25     | 7      |
|                | Pascal Dubin         | DVD            | 1 304        | 20,05        |             |             |        |        |
|                | Jean-Pierre Costes   | DVG            | 824          | 12,67        | 1 143       | 17,35       | 2      | 1      |
|                | Éric Koren           | UDI-MoDem      | 769          | 11,82        |             |             |        |        |
|                | Bernard Violain      | FG             | 234          | 3,59         |             |             |        |        |
|                |                      |                |              |              |             |             |        |        |
| Inscrits       | Inscrits             | Inscrits       | 10 154       | 100,00       | 10 154      | 100,00      |        |        |
| Abstentions    | Abstentions          | Abstentions    | 3 375        | 33,24        | 3 304       | 32,54       |        |        |
| Votants        | Votants              | Votants        | 6 779        | 66,76        | 6 850       | 67,46       |        |        |
| Blancs et nuls | Blancs et nuls       | Blancs et nuls | 278          | 4,10         | 264         | 3,85        |        |        |
| Exprimés       | Exprimés             | Exprimés       | 6 501        | 95,90        | 6 586       | 96,15       |        |        |

### Saint-Jean-de-Monts
- Maire sortant : André Ricolleau (DVG)
- 29 sièges à pourvoir au conseil municipal (population légale 2011 : 8 196 habitants)
- 12 sièges à pourvoir au conseil communautaire (CC Océan-Marais-de-Monts)

|                          | André Ricolleau *   | DVG            | 3 011 | 61,86  | 24 | 10 |  |  |
|                          | Dominique Le Borgne | DVD            | 1 856 | 38,13  | 5  | 2  |  |  |
|                          |                     |                |       |        |    |    |  |  |
| Inscrits                 | Inscrits            | Inscrits       | 7 425 | 100,00 |    |    |  |  |
| Abstentions              | Abstentions         | Abstentions    | 2 357 | 31,74  |    |    |  |  |
| Votants                  | Votants             | Votants        | 5 068 | 68,26  |    |    |  |  |
| Blancs et nuls           | Blancs et nuls      | Blancs et nuls | 201   | 3,97   |    |    |  |  |
| Exprimés                 | Exprimés            | Exprimés       | 4 867 | 96,03  |    |    |  |  |
| * Liste du maire sortant |                     |                |       |        |    |    |  |  |

### Saint-Laurent-sur-Sèvre
- Maire sortant : Guy-Marie Maudet
- 23 sièges à pourvoir au conseil municipal (population légale 2011 : 3 490 habitants)
- 4 sièges à pourvoir au conseil communautaire (CC du Pays-de-Mortagne)

|                          | Guy-Marie Maudet * | DVD            | 1 378 | 100,00 | 23 | 4 |  |  |
|                          |                    |                |       |        |    |   |  |  |
| Inscrits                 | Inscrits           | Inscrits       | 2 712 | 100,00 |    |   |  |  |
| Abstentions              | Abstentions        | Abstentions    | 1 064 | 39,23  |    |   |  |  |
| Votants                  | Votants            | Votants        | 1 648 | 60,77  |    |   |  |  |
| Blancs et nuls           | Blancs et nuls     | Blancs et nuls | 270   | 16,38  |    |   |  |  |
| Exprimés                 | Exprimés           | Exprimés       | 1 378 | 83,62  |    |   |  |  |
| * Liste du maire sortant |                    |                |       |        |    |   |  |  |

### Saint-Philbert-de-Bouaine
- Maire sortant : Charles Baty
- 23 sièges à pourvoir au conseil municipal (population légale 2011 : 3 063 habitants)
- 6 sièges à pourvoir au conseil communautaire (CA Terres de Montaigu, communauté d'agglomération)

|                | Francis Breton  | DVD            | 1 066 | 68,90  | 20 | 5 |  |  |
|                | Denis Gaborieau | DVD            | 481   | 31,09  | 3  | 1 |  |  |
|                |                 |                |       |        |    |   |  |  |
| Inscrits       | Inscrits        | Inscrits       | 2 194 | 100,00 |    |   |  |  |
| Abstentions    | Abstentions     | Abstentions    | 575   | 26,21  |    |   |  |  |
| Votants        | Votants         | Votants        | 1 619 | 73,79  |    |   |  |  |
| Blancs et nuls | Blancs et nuls  | Blancs et nuls | 72    | 4,45   |    |   |  |  |
| Exprimés       | Exprimés        | Exprimés       | 1 547 | 95,55  |    |   |  |  |

### Soullans
- Maire sortant : Jean-Michel Rouillé
- 27 sièges à pourvoir au conseil municipal (population légale 2011 : 4 119 habitants)
- 6 sièges à pourvoir au conseil communautaire (CC Océan-Marais-de-Monts)

|                          | Jean-Michel Rouillé * | DVD            | 1 533 | 66,50  | 23 | 6 |  |  |
|                          | Jacques Bernard       | DVD            | 464   | 20,13  | 3  |   |  |  |
|                          | Alain Tinot           | DVG            | 308   | 13,36  | 1  |   |  |  |
|                          |                       |                |       |        |    |   |  |  |
| Inscrits                 | Inscrits              | Inscrits       | 3 379 | 100,00 |    |   |  |  |
| Abstentions              | Abstentions           | Abstentions    | 998   | 29,54  |    |   |  |  |
| Votants                  | Votants               | Votants        | 2 381 | 70,46  |    |   |  |  |
| Blancs et nuls           | Blancs et nuls        | Blancs et nuls | 76    | 3,19   |    |   |  |  |
| Exprimés                 | Exprimés              | Exprimés       | 2 305 | 96,81  |    |   |  |  |
| * Liste du maire sortant |                       |                |       |        |    |   |  |  |

### Talmont-Saint-Hilaire
- Maire sortant : Pierre Berthomé (DVD)
- 29 sièges à pourvoir au conseil municipal (population légale 2011 : 7 125 habitants)
- 9 sièges à pourvoir au conseil communautaire (CC Vendée-Grand-Littoral)

| Tête de liste  | Tête de liste    | Liste          | Premier tour | Premier tour | Second tour | Second tour | Sièges | Sièges |
| Tête de liste  | Tête de liste    | Liste          | Voix         | %            | Voix        | %           | CM     | CC     |
| -------------- | ---------------- | -------------- | ------------ | ------------ | ----------- | ----------- | ------ | ------ |
|                | Maxence De Rugy  | DVD            | 1 856        | 47,02        | 2 180       | 55,62       | 23     | 8      |
|                | Philippe Chauvin | DVG            | 926          | 23,46        | 1 105       | 28,19       | 4      | 1      |
|                | Patricia Laroche | FN             | 616          | 15,60        | 634         | 16,17       | 2      |        |
|                | Lionel Vrignon   | DVD            | 549          | 13,90        |             |             |        |        |
|                |                  |                |              |              |             |             |        |        |
| Inscrits       | Inscrits         | Inscrits       | 5 865        | 100,00       | 5 865       | 100,00      |        |        |
| Abstentions    | Abstentions      | Abstentions    | 1 753        | 29,89        | 1 791       | 30,54       |        |        |
| Votants        | Votants          | Votants        | 4 112        | 70,11        | 4 074       | 69,46       |        |        |
| Blancs et nuls | Blancs et nuls   | Blancs et nuls | 165          | 4,01         | 155         | 3,80        |        |        |
| Exprimés       | Exprimés         | Exprimés       | 3 947        | 95,99        | 3 919       | 96,20       |        |        |

### Venansault
- Maire sortant : Laurent Favreau
- 27 sièges à pourvoir au conseil municipal (population légale 2011 : 4 571 habitants)
- 3 sièges à pourvoir au conseil communautaire (CA La Roche-sur-Yon - Agglomération)

|                          | Laurent Favreau * | DVD            | 1 412 | 100,00 | 27 | 3 |  |  |
|                          |                   |                |       |        |    |   |  |  |
| Inscrits                 | Inscrits          | Inscrits       | 3 364 | 100,00 |    |   |  |  |
| Abstentions              | Abstentions       | Abstentions    | 1 446 | 42,98  |    |   |  |  |
| Votants                  | Votants           | Votants        | 1 918 | 57,02  |    |   |  |  |
| Blancs et nuls           | Blancs et nuls    | Blancs et nuls | 506   | 26,38  |    |   |  |  |
| Exprimés                 | Exprimés          | Exprimés       | 1 412 | 73,62  |    |   |  |  |
| * Liste du maire sortant |                   |                |       |        |    |   |  |  |